# Курган (Луганская область)
Курган (укр. Курган) — посёлок, относится к Антрацитовскому району Луганской области Украины. Под контролем самопровозглашённой Луганской Народной Республики.

## География
Ближайшие населённые пункты: город Красный Луч на юго-западе, село Зелёный Гай на западе, посёлки Ивановка на северо-западе, Орловское, Казаковка, Лесное на северо-востоке, Христофоровка, Степовое, Щётово на востоке, и Мельниково на юго-востоке, Краснолучский на юге.

## Население
Население по переписи 2001 года составляло 93 человека.

## Общие сведения
Почтовый индекс — 349311. Телефонный код — 6431. Занимает площадь 0,241 км². Код КОАТУУ — 4420383304.

## Местный совет
94670, Луганская обл., Антрацитовский р-н, пос. Краснолучский, ул. Советская, 17